# Benjamin Massot-Pellet
Benjamin Massot-Pellet est un joueur de handball français né le 15 février 1988. Il mesure 1,89 m et évolue au poste d'ailier droit dans l'équipe du Martigues Handball.

## Clubs
Formé au club de Chambéry où il est arrivé en 2001 en provenance du Macon Handball,il évolue avec le groupe professionnel depuis la saison 2008-2009. Il signe son premier contrat avec son club formateur en juillet 2010.
Lors de la saison 2011-2012, avec l'arrivée d'Olivier Marroux il devient le numéro trois à son poste. Il ne joue que très peu de matchs, seulement 8 apparitions en championnat pour 5 buts marqués.
En juin 2012, il rejoint le club de Billère tout juste promu en LNH. À la suite de la descente de Billère, il rejoint le club d'Istres en 2014.

## Palmarès

### Clubs
- Vice-champion de France en 2009, 2010, 2011 et 2012
- Vainqueur du Championnat de France de D2 (1) : 2018